# Zapotlán del Rey (kommun)
Zapotlán del Rey är en kommun i Mexiko.   Den ligger i delstaten Jalisco, i den centrala delen av landet, 400 km väster om huvudstaden Mexico City. Antalet invånare är 16 274. Arean är 321 kvadratkilometer.
Terrängen i Zapotlán del Rey är kuperad.
Följande samhällen finns i Zapotlán del Rey:
- Zapotlán del Rey
- El Platanar
- La Constancia
- Atzcatlán
- San Ignacio
- El Jabalí
- La Cañada
- El Uvalano